# Ivunsaari
Ivunsaari är en ö i Finland. Den ligger i sjön Maavesi och i kommunen Pieksämäki i den ekonomiska regionen  Pieksämäki ekonomiska region  och landskapet Södra Savolax, i den södra delen av landet, 260 km nordost om huvudstaden Helsingfors. Öns area är 8,3 hektar och dess största längd är 0,7 kilometer i sydöst-nordvästlig riktning.